# Diospyros blancoi
Diospyros blancoi (đồng nghĩa: Diospyros discolor) hay hồng nhung là một loài thực vật có hoa trong họ Thị. Loài này được Willd mô tả khoa học đầu tiên năm 1806.
Quả ăn được của có một lớp da bao phủ trong một lông mịn, mượt mà thường có ruột quả màu nâu đỏ, và mềm, màu hồng, với hương vị và mùi thơm tương đương với phô mai kem trái cây. Là loài bản địa Philippines, trong đó kamagong thường đề cập đến toàn bộ cây, và mabolo hoặc tálang được áp dụng cho quả.